# هيلين بنديكت
هيلين بنديكت (بالإنجليزية: Helen Benedict)‏ (ولدت في 5 نوفمبر 1952) روائية وصحفية بريطانية أمريكية، اشتهرت بكتاباتها حول الظلم الاجتماعي والحرب على العراق.

## السيرة الذاتية
ولدت بنديكت في لندن، بإنجلترا لوالدين كانا عالمين من علماء الأنثروبولوجيا بأمريكا. وعندما كانت طفلة، عاشت في جزيرتي موريشيوس وسيشيل، حيث كان يجري والداها عملاً ميدانيًا هناك. وفيما بعد أصبحت سيشل محلاً لأحداث رواية بنديكت حافة عدن (The Edge of Eden). وقد ساعدتها خلفيتها وهي طفلة لوالدين من علماء الأنثروبولوجيا في عملها كروائية وصحفية.
وأمضت بنديكت جزءًا من فترة نضوجها في لندن وجزءًا آخر في كاليفورنيا، والتحقت بالجامعة في كل من إنجلترا والولايات المتحدة. وعملت بنديكت في صحف بكلتا الدولتين، وحصلت على درجة الماجستير من جامعة كاليفورنيا، بركلي في عام 1979. وبدأت بنديكت في نشر أعمالها في الولايات المتحدة في ذلك العام وحتى ثمانينيات القرن العشرين، حيث نشرت لمحات حول إساك باشيفيس سنجر الحائز على جائزة نوبل والكاتب بنيويورك ليونارد مايكلز، جمعتها فيما بعد في مقتطفات أدبية مختارة بعنوان لوحات مطبوعة (Portraits in Print). كما تضمنت المقتطفات شخصيات بمجلة بنديكت مثل سوزان سونتاج ويوسف برودسكي وبرنارد مالامود وباول مارشال.
في عام 1981، انتقلت بنديكت إلى نيويورك، حيث عملت كصحفية حرة لخمس سنوات، حيث كانت تنشر القصص القصيرة والمقالات في المجلات الأدبية والمجلات والصحف. كما بدأت التدريس في كلية الصحافة، جامعة كولومبيا عام 1986، وهي حائزة على درجة الأستاذية الكاملة الآن.
وقد تُرجمت أعمال بنديكت ونُشرت في إيطاليا وهولندا واليونان وألمانيا وجمهورية التشيك والمجر والبرتغال. وتلقت بنديكت زمالات من مجتمع الفنانين المعروف باسم «يادو» وماكدويل ومركز فيرجينيا للفنون الإبداعية ومؤسسة راجدال ومركز تيرون غوثري في أيرلندا وبالازو رينالدي في إيطاليا ومنتدى الحرية.

## الموضوعات
تستكشف روايات بنديكت موضوعات الحرب والصدمات النفسية والتشرد والعزلة والعنصرية والتمييز على أساس الجنس، وتروي ذلك غالبًا بعيون الناس الذين يقعون خارج الثقافة السائدة. من هذا المنطلق، فقد كتبت عن اللاجئين العراقيين وقدامى المحاربين في روايتها الأخيرة «ملكة الرمال» (Sand Queen) وعن الدومينيكان الأمريكيين المهاجرين والفلاحين اليونانيين والمراهقين من أعراق مختلطة، والمدانين السابقين، والمتحدرين من العبيد. وتظهر العديد من هذه الموضوعات في روايتها حافة عدن، والتي تقع أحداثها في عام 1960 في جزر سيشل الاستعمارية.
أما رواية بنديكت السادسة والأخيرة ملكة الرمال، فقد نشرتها عام 2011 مؤسسة سوهو برس (Soho Press)، وتم نشرها في كتاب ورقي الغلاف في يوليو 2012. وأشادت بوسطن غلوب بالرواية ووصفتها بأنها «الأشياء التي قدموها للنساء في العراق». وقد كتب روبرت أولن بتلر على غلافها «كل حرب تؤدي في النهاية إلى أعمال فنية تتجاوز السياسة والتاريخ وتلقي الضوء على إنسانيتنا المشتركة. وقد فعلت رواية هيلين بنديكت الجديدة الرائعة ذلك للتو مع الحرب الأمريكية في هذا القرن على العراق. إن «ملكة الرمال» كتاب مهم قدمته واحدة من خيرة أدبائنا». وقد أجرى برنامج «نحو أفضل معرفة» (To The Best of Our Knowledge) الذي يُذاع على شبكة إذاعة ويسكونسن العامة (Wisconsin Public Radio) حوارًا مع بنديكت حول روايتها «ملكة الرمال»، واصفًا إياها بأنها واحدة من «أفضل الروايات الجديدة لهذا العام عن الحرب.»
وقد استلهمت بنديكت محتوى رواية «ملكة الرمال» من أبحاثها التي أجرتها لكتابها غير القصصي عام 2009 «الجندي الوحيد»: الحرب الخاصة للنساء في العراق" (The Lonely Soldier: The Private War of Women in Iraq)." وتصف بنديكت في هذا الكتاب الجندي الوحيد تجارب القوات النسائية التي تخوض الحرب على العراق واستغلالهن على يد رفاقهن من الذكور. وقد نال كتاب الجندي الوحيد جائزة كين للكتاب في عام 2009.
ومن وحي كتابات بنديكت حول وضع المرأة في الحرب، تم إعداد الفيلم الوثائقي «الحرب الخفية» (The Invisible War) الذي حاز على جائزة عام 2012، وأقيمت دعاوى قضائية مستمرة ضد وزارة الدفاع الأمريكية نيابة عن أفراد الخدمة الذين تعرضوا للاعتداء الجنسي في الجيش.
وقد ركزت كتب بنديكت غير الروائية على مجال الاعتداء الجنسي واستغلال النساء. وكانت كتبها غير القصصية الأكثر تأثيرًا «الجندي الوحيد» (بيكون برس، 2009) و«عذراء أم مغوية للرجال: كيف تغطي الصحافة جرائم الجنس» (Virgin or Vamp: How The Press Covers Sex Crimes) (مطبعة جامعة أكسفورد، 1992).
وقد كتبت بنديكت مسرحية بناءً على مقابلات أجرتها مع الجنود النساء تحت عنوان، مونولوجات الجندي الوحيد (The Lonely Soldier Monologues)، والتي تم إنتاجها أيضًا عام 2009، في اثنين من مسارح نيويورك، وهما مسرح المدينة الجديدة (The Theater for the New City) ولا ماما إكسبرمنتال ثيتر كلب (La Mama Experimental Theatre Club)، حيث نشرت نيو يورك تايمز نقدًا لها. كما كتبت مقالاً حول نفس الموضوع تحت عنوان «الحرب الخاصة للجنديات»،  والذي فاز بجائزة جيمس أرنسون عام 2008. وفازت مقالة عام 2010، بعنوان «فضيحة الاغتصاب العسكري» (The Scandal of Military Rape)  بجائزة إيما، حيث تم اختيارها باعتبارها خبر المجلة الاستثنائي.

## الأعمال المنشورة
الأدب الروائي
- ملكة الرمال (Sand Queen) (2011)
- حافة عدن (The Edge of Eden) (2009)
- نقيض الحب  (The Opposite of Love) (2007)
- زوجة البحار (The Sailor’s Wife) (2000)
- الملاك السيئ (Bad Angel) (1997)
- عالم كهذا (A World Like This) (1990)

الأدب الواقعي
- الجندي الوحيد: الحرب الخاصة للنساء اللاتي يخدمن في العراق (The Lonely Soldier: The Private War of Women Serving in Iraq) (2009)
- التعافي: كيف تنجو من الاعتداء الجنسي (Recovery: How to Survive Sexual Assault) (1994)
- عذراء أم مغوية للرجال: كيف تغطي الصحافة جرائم الجنس (Virgin or Vamp: How the Press Covers Sex Crimes) (1992)
- لوحات مطبوعة (Portraits in Print) (1991)
- آمن وقوي وذكي (Safe, Strong, and Streetwise) (1987)

مقالات مختارة
- «الغرق في جنة عدن»، واشنطن بوست، 22 نوفمبر 2009
- «معاناة الجنديات» ذا نيشن، 5 مايو 2009
- «نساء الحرب في مواجهة العنف الجنسي» بي بي سي نيوز، 17 إبريل 2009
- "عندما يأتي جوني متقدمًا بخطى عسكرية نيويورك تايمز، 10 أبريل 2009
- «خيانة في الميدان» كولومبيا ماجازين، ربيع 2009.
- «كيف تكذب بالإحصائيات»، هافينغتون بوست، 20 مارس 2009
- "قدامى المحاربون الشرسون: الصورة الكبيرة هافينغتون بوست، 14 يناير 2009
- «فضيحة الاغتصاب العسكري،» مس ماجازين خريف 2008
- «لماذا يغتصب الجنود» إن ذيس تايمز، 13 أغسطس 2008.
- «للمحاربين من النساء، الجروح العميقة، والقليل من الرعاية» نيويورك تايمز مقال رأي، 26 مايو 2008
- «الحرب الخاصة للمجندات» سالون، 3 مارس 2007

مقتطفات أدبية مختارة
- مقدمة في البارود: كتبتها نساء ذوات رتب عسكرية (2008)
- «نساء في الحرب» في الحرب هي (2008)
- «الأدب القصصي في مقابل الأدب الواقعي» في الكاتب العملي (2004)
- «لغة الاغتصاب» في تحويل ثقافة الاغتصاب (1993، 2004)
- خاتمة لفيليت، كتبتها شارلوت برونتي، إحدى الكلاسيكيات المختومة (2004)
- «الصحافة الأدبية والإعلام» في موسوعة وسائل الإعلام الدولية والاتصالات (2003)

## وصلات خارجية
- Helen Benedict's website